# Tuséti
Tuséti vagy Tusétia (grúz: თუშეთი) Grúzia egyik történelmi régiója, az ország hegyvidékes, északkeleti részén. A Nagy-Kaukázus lejtőin fekszik, és az orosz területen fekvő Csecsenfölddel és Dagesztánnal határos.
A lakosok a grúzok tuséti ágához tartoznak. 
Történelmileg négy hegyi közösség található a területen: a cova (a Cova-völgyben), a gometcari (a Tuséti Alazani folyó mentén), a pirikiti (a Pirikiti Alazani folyó mentén) és a csakma (közel a két folyó összefolyásához). A lakosság fő foglalkozása a legeltető juhtartás. A legnagyobb település (falu) Omalo.
Az Mta-Tuséti Nemzeti Park – amely az egyik ökológiailag leginkább érintetlen régió a Kaukázusban – az UNESCO Világörökségi javaslati listáján szerepel.

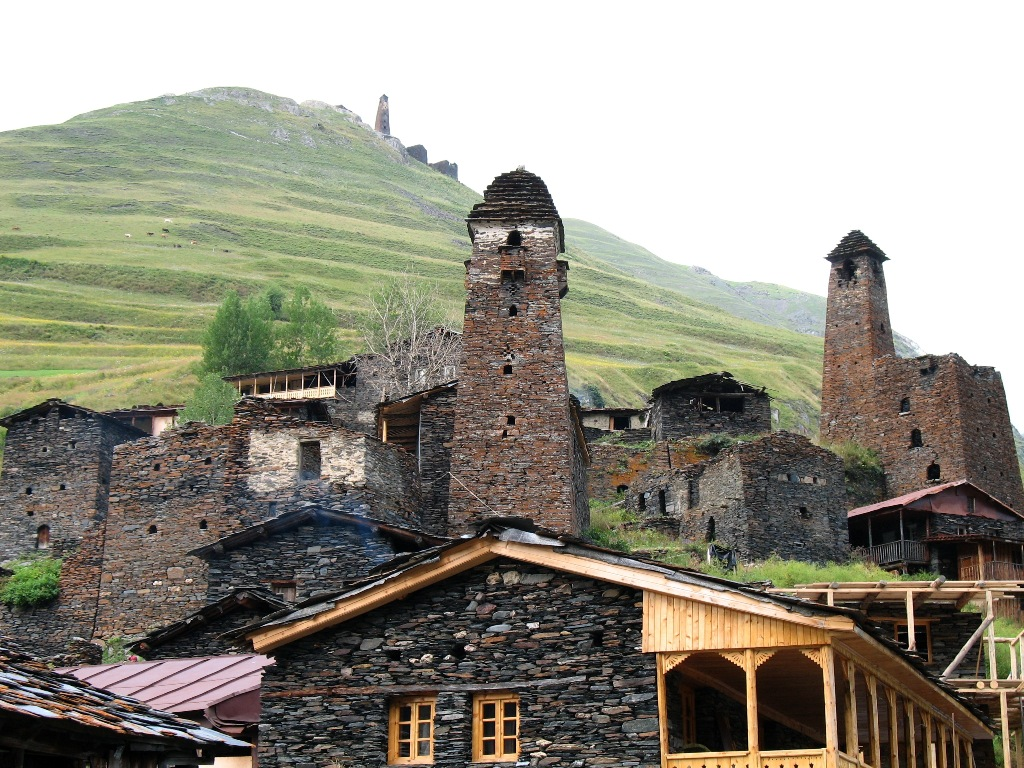
Dartlo faluja
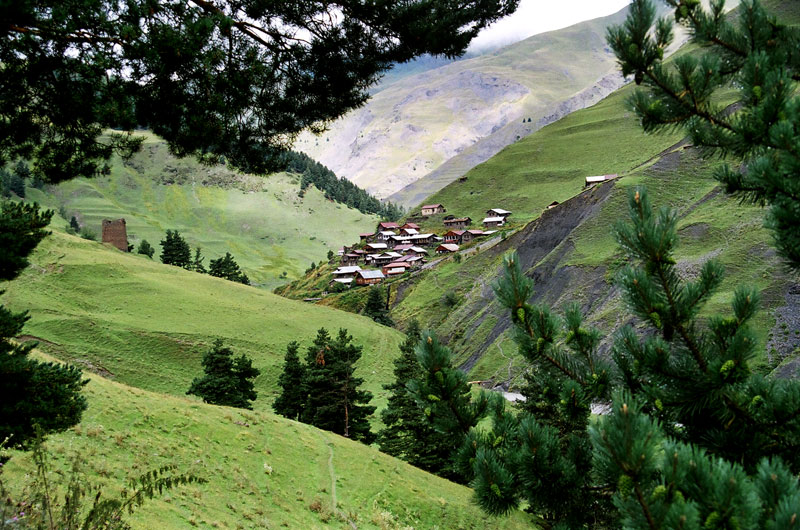
Tájkép
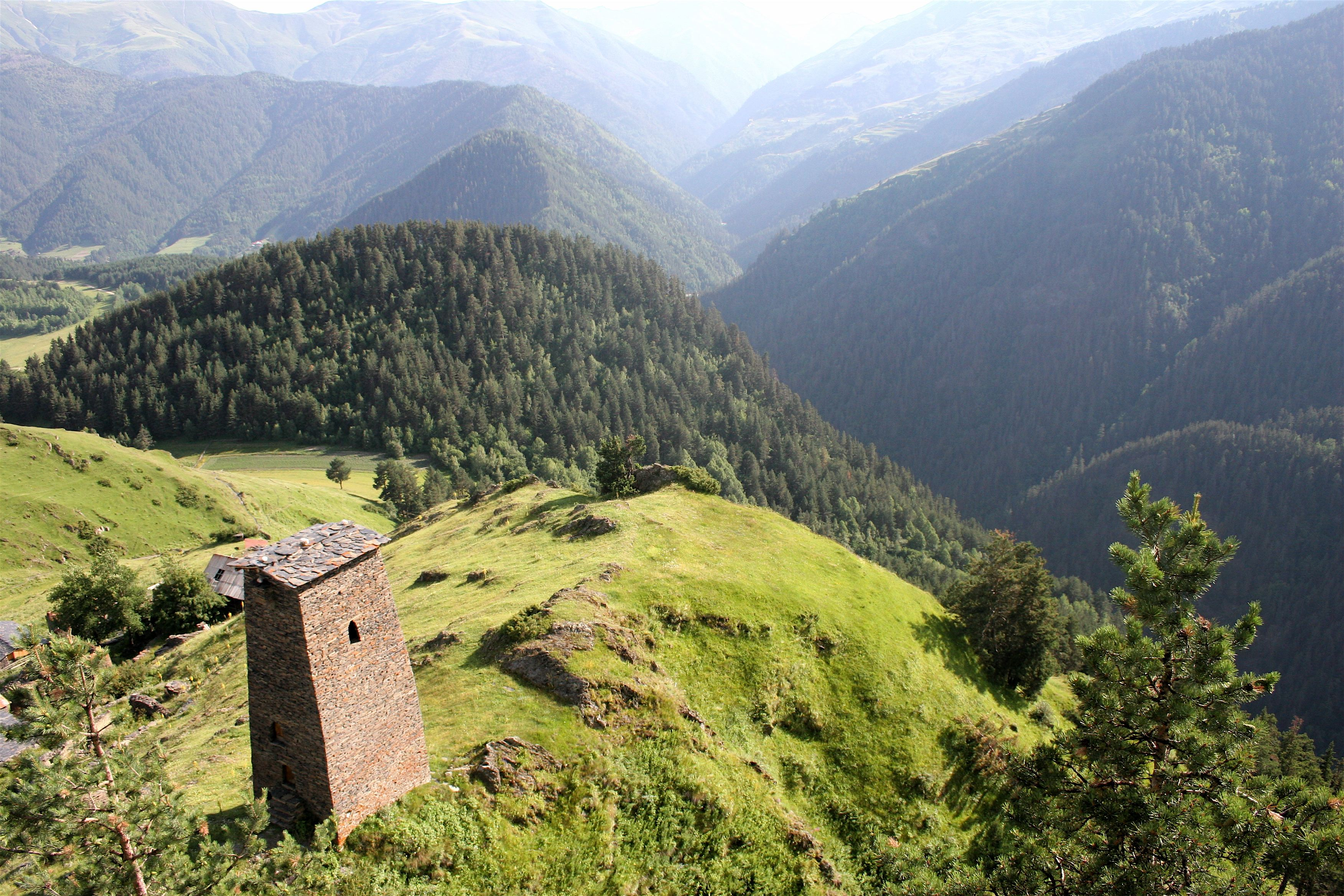
Tájkép
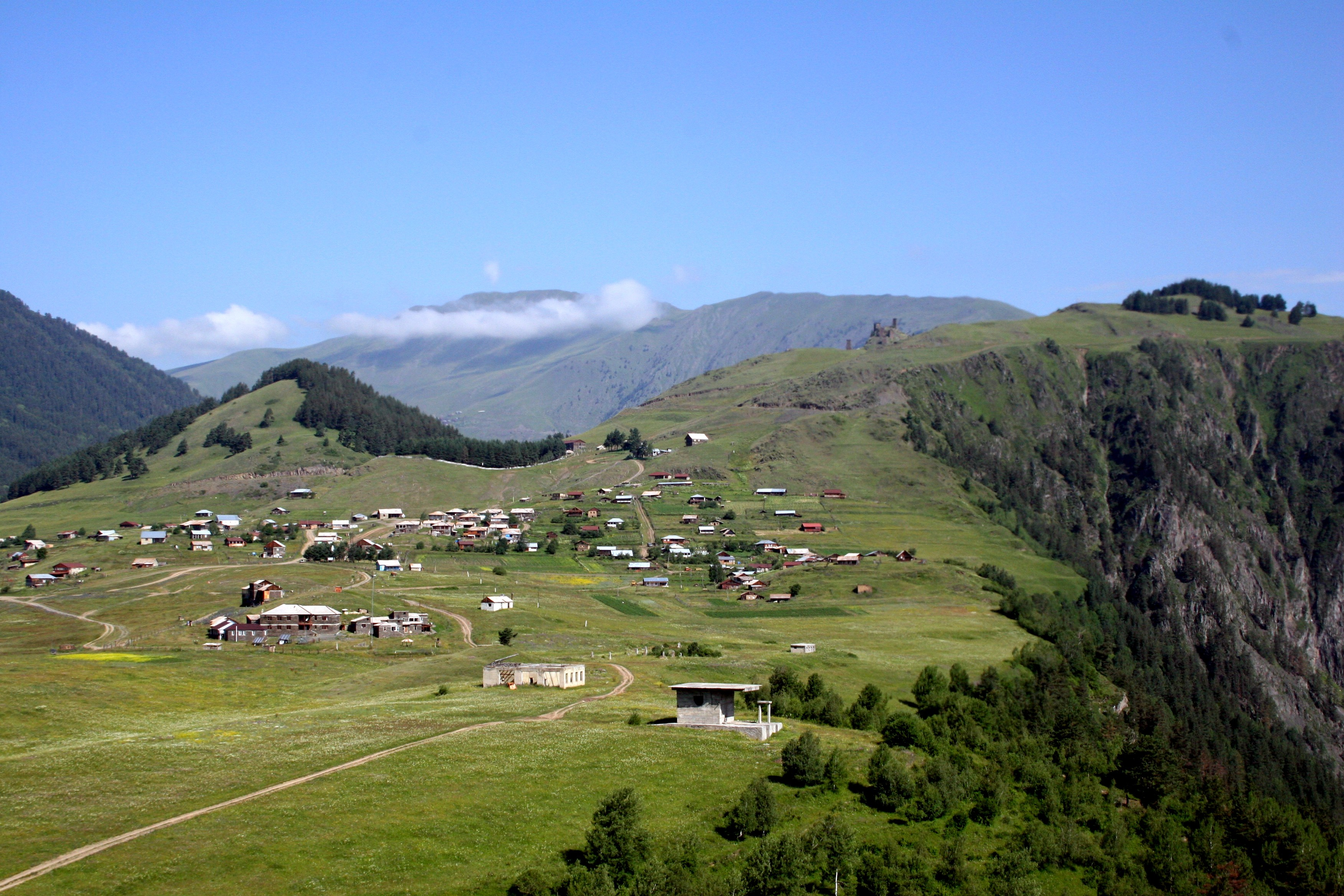
Omalo faluja

## Fordítás
- Ez a szócikk részben vagy egészben  a   Tusheti című angol Wikipédia-szócikk fordításán alapul.  Az eredeti cikk szerkesztőit annak laptörténete sorolja fel. Ez a jelzés csupán a megfogalmazás eredetét és a szerzői jogokat jelzi, nem szolgál a cikkben szereplő információk forrásmegjelöléseként.